# James Barry Munnik Hertzog
James Barry Munnik Hertzog, spesso ricordato come Barry Hertzog o J.B.M. Hertzog (Soetendal, 6 aprile 1866 – Pretoria, 21 novembre 1942), è stato un generale e politico sudafricano di etnia boera, primo ministro dal 1924 al 1939.
Fu considerato uno dei maggiori leader militari della seconda guerra boera. Fu chiamato James Barry in onore del chirurgo irlandese James Barry, il primo chirurgo ad aver praticato il taglio cesareo ad una partoriente con successo (madre e figlio sopravvissero); l'intervento ebbe luogo proprio in Sudafrica nel 1826. Nel corso della sua vita ha favorito lo sviluppo della cultura afrikaner, determinato a proteggere gli afrikaner dall'influenza britannica.

## Biografia

### I primi anni e gli studi
James Barry Munnik (JBM) Hertzog nacque a Soetendal nei pressi di Wellington il 6 aprile 1866. Fu l'ottavo figlio di Johannes Albertus Munnik Hertzog, discendente dell'immigrato tedesco Johann Barthold Hertzog, e sua moglie Maria Jacoba Hamman. Frequentò la prima scuola a Kimberley, dove manifestò una profonda avversione per i minatori stranieri, soprattutto inglesi. Nel 1881 venne mandato, insieme ai suoi fratelli, a Stellenbosch per proseguire gli studi. Sviluppò un forte interesse per la politica e fu un sostenitore dell'indipendenza del Transvaal dagli inglesi.
Nel 1889 si laureò presso il Victoria College e nell'agosto dello stesso anno, si trasferì nei Paesi Bassi per studiare giurisprudenza presso l'Università di Amsterdam. Hertzog, rimase molto deluso dalle leggi inglesi, che danneggiavano gli afrikaner, e ciò lo convinse a cambiare l'indirizzo degli studi universitari da teologia a legge in quanto ritenne essere più utile per i suoi compagni. La sua tesi di dottorato, conseguita il 12 novembre 1882, era intitolata De Income-Bond, Zijn rechtskarakter en de waarde zinjner economische en juridische beginzelen. Non poté praticare la sua professione nel Capo in quanto era inquisito per le vicende del Transvaal. Si affermò come avvocato a Pretoria nel 1883. L'anno successivo sposò Wilhelmina Jacoba (Mynie) Neethling, che conobbe a Stellenbosch e da cui ebbe tre figli.

### Tra esercito e politica
Nel 1885 fu eletto giudice nello Stato Libero dell'Orange (OFS) e fece amicizia con il presidente M.T. Steyn. Ebbe uno studio legale a Pretoria dal 1892 fino al 1895, quando venne nominato nell'Alta Corte dell'OFS. Con lo scoppio della seconda guerra boera nell'ottobre del 1899 si trasferì, con il permesso di M.T. Steyn, a Kimberley per fare da consulente alle forze dell'OFS. Ottenuto il grado di generale, divenne l'assistente capo del comandante delle forze militari. Nonostante alcuni rovesci militari, ottenne fama come leader pieno di risorse dei commando boeri che avevano scelto di continuare a combattere, i cosiddetti "bitter-ender". Poco prima della sconfitta boera, venne nominato lui stesso comandante in campo. Convinto dell'inutilità di ulteriori spargimenti di sangue, firmò il Trattato di pace di Vereeniging, presso la Melrose House a Pretoria.

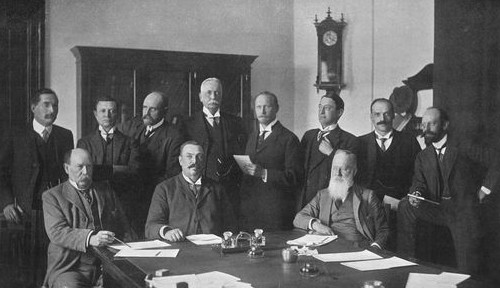
Il governo Botha (1910)

Nel 1904 iniziò la sua vita politica dove si mise in luce per il suo carisma. Fu il principale organizzatore dell'Orangia Unie Party. Nel 1907 vinse con ampio margine le elezioni nella circoscrizione di Smithfield, dove venne eletto deputato. Rappresentò questo collegio per trentatré anni consecutivi. Divenne procuratore generale e ministro dell'Istruzione dell'OFS, dove venne incaricato di elaborare un programma bilingue per l'uguaglianza tra inglesi e afrikaner. Ciò provocò molte proteste, tra gli insegnanti, in quanto non erano bilingue. Pur tra queste proteste, il processo di unificazione delle quattro provincie continuò ed Hertzog fu uno dei delegati alla convenzione nazionale del 1908-1909. Nel 1909, Hertzog e Steyn si recarono a Londra come membri della delegazione del Sudafrica ad osservare i lavori del parlamento inglese durante la stesura del South African Act che portò alla nascita dell'Unione Sudafricana (31 maggio 1910).
L'anno successivo venne nominato ministro della Giustizia e ministro per la Politica dei Nativi Africani della nuova nazione. Il 14 ottobre 1912, nella città di Smithfield, pronunciò un discorso a favore del nazionalismo Afrikaner al di fuori delle leggi britanniche. Nel 1913 guidò una secessione dei vecchi boeri e della sezione antimperialista del Partito Sudafricano. Allo scoppio della prima guerra mondiale, essendo di origine tedesca, si oppose all'ingresso della nazione in guerra e condivise la ribellione del 1914 capeggiata dal generale Maritz. Con una delegazione si recò in Inghilterra per presentare le sue ragioni al primo ministro Lloyd George ma poiché non ebbe un mandato ufficiale da parte del primo ministro sudafricano non poté parlare a nome del suo paese di questioni di politica internazionale.
Dopo le elezioni del 1914 il Partito Sudafricano di Jan Smuts si trovò impossibilitato a governare senza l'appoggio del Partito Nazionale. I numerosi tentativi di trovare un accordo sfumarono per l'opposizione di Hertzog. Durante la ribellione del Rand del 1922 nel Witwatersrand, Hertzog e F.H.P. Creswell, dirigente del South African Labour Party (Partito Laburista Sudafricano), sostennero gli scioperanti contro il governo di Jan Smuts. Questa collaborazione portò ad un accordo politico che sfociò con una vittoria alle elezioni politiche del 1924. Hertzog divenne il nuovo primo ministro ed incluse due ministri laburisti nel suo governo.
Nel 1929, pur essendosi separato dal partito laburista, il Partito Nazionale vinse le elezioni ed Hertzog riuscì a formare un governo senza l'appoggio di altri partiti. A causa della crisi economica, a seguito della Grande Depressione, seguì una profonda crisi politica che portò, nel 1934, alla nascita dello United South African National Party (Partito Unito). Questo partito nacque dalla fusione tra il Partito Nazionale di Hertzog ed il Partito Sudafricano di Jan Smuts.
Il 4 settembre 1939 il comitato elettorale del Partito Unito rifiutò di accettare la posizione di neutralità di Hertzog nella seconda guerra mondiale e lo depose in favore di Smuts. Nel 1940 Hertzog si ritirò dalla vita politica attiva. Morì il 21 novembre 1942, all'età di 76 anni.

## Eredità
Una statua di Hertzog di 4 metri venne eretta nel 1977 presso i prati anteriori dell'Union Building. La statua venne abbattuta il 22 novembre 2013. Era ancora in buone condizioni, salvo gli occhiali, in origine inclusi sulla statua, che erano stati rimossi. La statua venne rimossa per far posto ad una statua di Nelson Mandela alta 9 metri.
I sostenitori di Hertzog hanno inventato l'Hertzoggie, una tortina ripiena di marmellata con una copertura di meringa al cocco, che è ancora un dolce popolare in Sudafrica.
È l'unico primo ministro sudafricano ad aver prestato servizio sotto tre monarchi: Giorgio V, Edoardo VIII e Giorgio VI, per aver prestato servizio nell'anno del 1936.